# Grantham (New Hampshire)
Grantham – miasto w Stanach Zjednoczonych, w stanie New Hampshire, w hrabstwie Sullivan.